# Siegfried Dillersberger

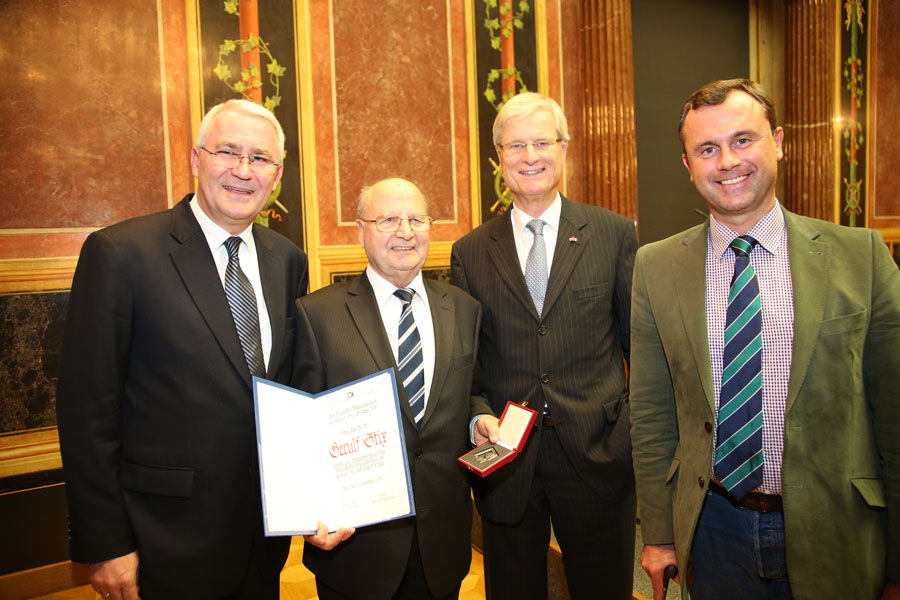
Siegfried Dillersberger (2. v. r.) mit Martin Graf, Gerulf Stix und Norbert Hofer (2014)

Siegfried Dillersberger (* 21. Dezember 1942 in Kufstein) ist ein österreichischer Rechtsanwalt und ehemaliger Politiker (FPÖ).

## Leben
Dillersberger ist der Sohn des NSDAP-Politikers Siegfried Dillersberger sen., der zwischen 1941 und 1945 Bürgermeister von Kufstein war. Von 1952 bis 1960 besuchte er das Realgymnasium in Kufstein. Im Anschluss studierte er von 1961 bis 1965 Rechtswissenschaften an der Universität Innsbruck bis zum Dr. iur. Im Zeitraum von 1973 bis 2008 war Dillersberger selbständiger Rechtsanwalt in Kufstein, seit 1. Jänner 2008 ist er als Rechtsanwalt in Pension.
Er war von 1974 bis 1992 Mitglied des Gemeinderates der Stadt Kufstein und Bürgermeister von Kufstein (1974 bis 1987). Von 1979 bis 1986 sowie von 1994 bis 1997 war er Abgeordneter zum Tiroler Landtag. Bei der Landtagswahl 1984 war Dillersberger der Spitzenkandidat der FPÖ. 1988/89 war er Landesparteiobmann der FPÖ Tirol, 1986 bis 1990 sowie 1993 bis 1994 Mitglied des Bundesparteivorstandes der FPÖ.
Von 1986 bis 1990 war er Abgeordneter zum Nationalrat, 1990 auch Dritter Präsident des Nationalrates.
1993/1994 war er Mitglied des Bundesrates.
Er war Mitbegründer der Lebenshilfe im Bezirk Kufstein und von 1980 bis 2006 Obmann der Lebenshilfe des Bezirkes Kufstein. 1988 Gründer und bis 2024  Obmann des Vereins zur Förderung der Lebenshilfe des Bezirkes Kufstein, Geschäftsführer (1972 – 1976) und Vorsitzender des Aufsichtsrates (1976 – 1986)  der Kaiserlift Kufstein GmbH, Mitglied des Auf-sichtsrates der Volksbank Kufstein (1978–1986), Mitglied des Aufsichtsrates der TIWAG von 1992 bis 1993, Mitglied des Aufsichtsrates der Hypo Tirol Bank AG seit deren Gründung 1998 bis 2009, der Hypo Tirol Bank Italien AG seit deren Gründung 2009 bis 2013 und von 1974 bis 2020 Mitgliedervertreter im Wiener Städtischen Versicherungsverein, 2020–2022 Mitglied des Beirates der Wiener Städtischen in Tirol, 1978 Mitbegründer des Abwasserverban-des Kufstein und Umgebung und Obmann bis 1986, 1967 Mitbegründer des Vereins Gemein-same Kufsteiner Liste (GKL) und langjähriger Obmann, langjähriger Stiftungsrat der Laurin Stiftung in Vaduz., Autor zahlreicher Artikel in der „PRESSE“ und den „DOLOMITEN“. Mitglied des Österreichischen Alpenvereins und Ehrenzeichenträger für 50 – jährige Mitglied-schaft. Von 2004 bis 2007  Mitglied der Aufsichtsräte der ÖBB-Holding AG (1. Stellvertreter des Vorsitzenden), Wien und der ÖBB-Immobilienmanagement GmbH, Wien.
Seit 2000 bis 2019 Vorsitzender des Vorstandes der Paul Sappl Privatstiftung, 6330 Kufstein. Von 2000 bis 2016 Geschäftsführer der Paul Sappl Verwaltung GmbH. Von 2010 bis 2016 Vorsitzender des Vorstandes der Fachhochschule Kufstein Tirol-Privatstiftung und 2014 Gründungsgeschäftsführer der International School Kufstein Tirol (ISK) Gesellschaft mbH.
Dillersberger ist verheiratet und hat drei Kinder.

## Auszeichnungen
- 31. Mai 1985 Goldene Verdienstmedaille des Österreichischen Roten Kreuzes
- 15. August 1985 Verdienstkreuz des Landes Tirol
- 21. Dezember 1987 Ehrenring der Stadt Kufstein
- 5. Dezember 1994 Großes silbernes Ehrenzeichen für Verdienste um die Republik Österreich[1]
- 5. Juni 1999 Ehrenbürger der Universität Innsbruck
- 7. Februar 2003 Ehrenbürger der Stadt Kufstein
- 20. Februar 2006 Ehrenzeichen des Landes Tirol
- 20. Oktober 2006 Ehrenmitglied des Sozial- und Gesundheitssprengels Kufstein – Schwoich – Thiersee
- 7. November 2006 Ehrenmitglied des Sportclubs Kufstein
- 13. Oktober 2017 Goldenes Ehrenzeichen mit Brillanten der Fachhochschule Kufstein